# Фінал Кубка Футбольної ліги 1990
Фінал Кубка Футбольної ліги 1990 — фінальний матч розіграшу Кубка Футбольної ліги 1989—1990, 30-го розіграшу Кубка Футбольної ліги. У матчі, що відбувся 29 квітня 1990 року на стадіоні «Вемблі», зіграли «Ноттінгем Форест» та «Олдем Атлетік».

## Шлях до фіналу
| Ноттінгем Форест  | Ноттінгем Форест                        | Раунд                           | Олдем Атлетік    | Олдем Атлетік                           |
| ----------------- | --------------------------------------- | ------------------------------- | ---------------- | --------------------------------------- |
| Суперник          | Результат                               | Кубок Футбольної ліги 1989—1990 | Суперник         | Результат                               |
| Гаддерсфілд Таун  | 1–1 вдома, 3–3 (дч) на виїзді (ч)       | Другий раунд                    | Лідс Юнайтед     | 2–1 вдома, 2-1 на виїзді                |
| Крістал Пелес     | 0–0 на виїзді, 5-0 вдома (перегравання) | 1/16 фіналу                     | Скарборо         | 7–0 вдома                               |
| Евертон           | 1–0 вдома                               | 1/8 фіналу                      | Арсенал          | 3–1 вдома                               |
| Тоттенгем Готспур | 2-2 вдома, 3-2 на виїзді (перегравання) | 1/4 фіналу                      | Саутгемптон      | 2-2 на виїзді, 2–0 вдома (перегравання) |
| Ковентрі Сіті     | 2-1 вдома, 0–0 на виїзді                | 1/2 фіналу                      | Вест Гем Юнайтед | 6-0 вдома, 0–3 на виїзді                |

## Матч

### Деталі
| 29 квітня 1990 |

| Ноттінгем Форест | 1:0      | Олдем Атлетік |
| ---------------- | -------- | ------------- |
| Джемсон 47'      | Протокол |               |

| Вемблі, Лондон Глядачів: 74 343 Арбітр: Джон Мартін |

| Ноттінгем Форест | Олдем Атлетік |

|                  |  |                 |  |
|                  |  |                 |  |
| В                |  | Стів Саттон     |  |
| З                |  | Браян Лоус      |  |
| З                |  | Стюарт Пірс (к) |  |
| З                |  | Дес Волкер      |  |
| З                |  | Стів Четтл      |  |
| ПЗ               |  | Стів Годж       |  |
| ПЗ               |  | Гарі Кросбі     |  |
| ПЗ               |  | Гаррі Паркер    |  |
| ПЗ               |  | Франц Карр      |  |
| Н                |  | Найджел Клаф    |  |
| Н                |  | Найджел Джемсон |  |
| Запасні:         |  |                 |  |
| ПЗ               |  | Террі Вілсон    |  |
| Н                |  | Томмі Гейнор    |  |
| Головний тренер: |  |                 |  |
| Браян Клаф       |  |                 |  |

|                  |  |                   |  |     |
| В                |  | Енді Роудс        |  |     |
| З                |  | Деніс Ірвін       |  |     |
| З                |  | Енді Барлоу       |  |     |
| З                |  | Ерл Барретт       |  |     |
| З                |  | Пол Варгерст      |  |     |
| ПЗ               |  | Нік Генрі         |  |     |
| ПЗ               |  | Ніл Адамс         |  |     |
| ПЗ               |  | Майк Мілліган (к) |  |     |
| ПЗ               |  | Рік Холден        |  |     |
| Н                |  | Енді Рітчі        |  |     |
| Н                |  | Френкі Банн       |  | 46' |
| Запасні:         |  |                   |  |     |
| З                |  | Гарі Вільямс      |  |     |
| Н                |  | Роджер Палмер     |  | 46' |
| Головний тренер: |  |                   |  |     |
| Джо Ройл         |  |                   |  |     |